# 逃出絕命鎮
《逃出絕命鎮》（英語：Get Out）由喬登·皮爾執導和編劇，同時也是他第一次執導的作品。電影主演包括丹尼爾·卡盧亞、愛莉森·威廉絲、凱瑟琳·凱娜、布萊德利·惠特福德及李利·萊爾·豪艾里。
該片於2017年1月23日在日舞影展上首映，並於2017年2月25日在美國上映，其發行商為環球影業。電影獲得影評人與觀眾的一致好評，雖然成本僅450萬美元，卻獲得高達2.55億美元的票房收入。

## 劇情
黑人青年安德烈·海沃斯於深夜時在一處郊區邊散步邊與女友通電話時突被一輛白色汽車跟蹤，當他試圖遠離汽車時，卻被車中蒙面人勒昏後塞進車中帶走。
黑人攝影師克里斯·華盛頓陪同白人女友蘿絲·阿米蒂奇，驅車前往蘿絲位於市郊的老家度週末，克里斯自認很可能會因膚色問題受到她的家人親友指指點點。蘿絲對克里斯保證她的家人不會歧視他。兩人到達後，克里斯見到蘿絲身為神經外科醫生的父親迪恩，和身為心理醫生的母親蜜西，以及愛好MMA的弟弟傑瑞米，感受到蘿絲家人的友好而本有些放心，卻又察覺她們家中的黑人女管家喬金娜和黑人園丁沃特的言行舉止不對勁。夜間，克里斯出去抽煙回來後碰見到蜜西。在她引導下，克里斯不由得對蜜西講述自己十一歲時母親死於一場肇事後逃逸的車禍。蜜西一路誘他吐實，並用茶杯和勺子的碰撞聲令克里斯陷入某種催眠狀態，他的意識陷入自己內心深處一個稱為「沉陷處」（Sunken Place）的空間。隔天驚醒後，克里斯以為是噩夢一場，後來卻發現蜜西的催眠已使他戒煙。
阿米蒂奇一家的親朋好友們前來舉行週年聚會，這群白人老夫妻們雖然對克里斯態度非常友好，但幾乎每人都會往他身上打量。克里斯在客人當中遇見同是黑人的羅根·金，他身邊的妻子卻是一名比羅根年長三十餘歲的老婦人。逐漸受不了詭異氣氛的克里斯偷偷聯繫給幫他看家的好友，運輸安全管理局職員羅德·威廉斯，告知今天的奇遇。羅德警告他，這群白人很可能透過催眠將他們變成性奴。克里斯試圖拿手機對羅根拍一張正面照，卻因忘記關閃光燈而照射到羅根；羅根剎時臉色大變，並開始流鼻血，跑過去拼命抓住克里斯並大喊「出去！快跑！快離開這裡！」。羅根被帶去給迪恩診斷後若無其事地回到客人身邊，並為自己造成的驚嚇向大家道歉。迪恩聲稱羅根是癲癇發作，克里斯對此保持疑問。在他陪蘿絲出外散步時，對她講述自己兒時母親車禍身亡當天還懶散地留在家中，對母親長久未歸無動於衷，以致來不及救人的愧疚過去。
迪恩召集所有客人，背著克里斯舉行一項針對他的賓果式神秘拍賣會，由瞎眼的藝術品經紀吉姆·哈德森“得標”。克里斯不想再繼續留下來，回房間準備收拾行李時，趁便將一直感覺似曾相識的羅根照片發給羅德。羅德一眼識出他實為曾經在酒吧見過幾次面、卻現已失蹤半年的安德烈·海沃斯。克里斯的手機因電力不足而斷線後，他出於好奇翻找的蘿絲衣櫃，翻出多張她曾經和數名黑人交往過的合照，當中包括沃特與喬金娜。克里斯驚恐萬分，只希望趕快離開，但當他來到門口時，蘿絲與她家人終於露出真面目，禁止他離去，克里斯也隨之被蜜西的茶杯敲擊聲催眠而遭制伏。另一邊，羅德擔心克里斯的安危，試圖連絡老友卻不得要領，只好將自己所掌握的事情，連同安德烈的失蹤通報警察，但黑人被催眠後變成性奴的說法卻被警察當成笑話看待。
克里斯醒來後發現自己被綁在沙發上，面前的電視機內容为他揭示阿米蒂奇家族歷代自創的「人造永生手術」流程：首先由蘿絲勾引年輕黑人前來，再由蜜西以催眠困住其意識，最後由迪恩透過腦部移植手術，將他需要“更換身體”的年老朋友之意識轉移進年輕黑人的身體裡來得到“重生”，因為黑人的體能最為優異。沃特、喬金娜和羅根都是先前成功例子，他們本尊的意識則會永遠困在沉陷處中，作為無能為力的“旁觀者”度過餘生。而這次，吉姆將會寄生進克里斯的身體藉以恢復視力，克里斯問道「為什麼要選擇黑人？」，吉姆只回答他說黑人目前是最為“時尚”的軀體。克里斯發現沙發扶手上有破洞，急中生智在電視播出催眠影音前好好利用扶手裡的棉花。當眾人以為他已被催眠並由傑瑞米鬆綁後，克里斯趁機反擊，原來他已用棉花阻隔了催眠的聲音。克里斯連下重手殺死迪恩、蜜西與傑瑞米後出逃，而迪恩倒地身亡時打翻蠟燭引起火災。
克里斯開傑瑞米的車逃跑時不慎撞倒喬金娜，受母親之死的愧疚影響而選擇下車將她救走，但喬金娜已被蘿絲的奶奶寄生，清醒後暴力干擾克里斯駕駛，卻導致車禍而身亡。蘿絲手持獵槍，伴隨著她爺爺所寄生的沃特開始追趕克里斯，無法可想的克里斯按下手機閃光燈，喚回沃特的本尊意識。沃特掉轉槍口重傷蘿絲，隨後舉槍自盡。克里斯試圖掐死倒地的蘿絲，但卻無法對她痛下殺手。這時一輛警車開到兩人面前，蘿絲試圖大喊求救，但所幸來的人是開運輸安管局警車的羅德；其靠安管局系統查詢而找到克里斯的位置。傷重的蘿絲橫在路中央，生命逐漸流逝，克里斯坐上羅德的車，掉頭離開小鎮。

## 演員
| 演員                                | 角色                                                 | 備註 |
| 丹尼爾·卡盧亞 Daniel Kaluuya        | 克里斯·華盛頓 Chris Washington                       | 黑人攝影師，蘿絲男友，待人友善且重情重義，母親於他兒時死於一場他不在身旁的車禍，導致他對類似事件有著陰影。 |
| 愛莉森·威廉絲 Allison Williams      | 蘿絲·阿米蒂奇 Rose Armitage                          | 克里斯的女友，美麗溫柔，這次提出帶克里斯到她老家度週末。                                                   |
| 凱薩琳·基納 Catherine Keener        | 蜜西·阿米蒂奇 Missy Armitage                         | 蘿絲的母親，精神科醫師，擅長催眠。                                                                         |
| 布萊德利·惠特福德 Bradley Whitford  | 迪恩·阿米蒂奇 Dean Armitage                          | 蘿絲的父親，神經外科醫師。                                                                                 |
| 迦勒·蘭德里·瓊斯 Caleb Landry Jones | 傑瑞米·阿米蒂奇 Jeremy Armitage                      | 蘿絲的弟弟，為人神經質，摔跤愛好者。                                                                       |
| 史蒂芬·魯特 Stephen Root            | 吉姆·哈德森 Jim Hudson                               | 哈德森美術館館長，眼盲，曾經買過克里斯的照片。                                                             |
| 拉基斯·史坦費爾德 Lakeith Stanfield | 安德烈·海沃斯／羅根·金 Andre Hayworth / Logan King   | 阿米蒂奇家聚會時的親戚之一，和克里斯同是黑人。                                                             |
| 李利·萊爾·豪艾里 Lil Rel Howery     | 羅德·威廉斯 Rod Williams                             | 克里斯的摯友，任職於運輸安全管理局，待人和交談都是一副幽默樣子。                                           |
| 愛莉卡·亞歷山大 Erika Alexander     | 拉托雅警探 Det. Latoya                               | 黑人警探，在克里斯失蹤時，羅德曾尋求協助，卻對其描述嗤之以鼻。                                             |
| 馬庫斯·亨德森 Marcus Henderson      | 沃特／羅曼·阿米蒂奇 Walter / Roman Armitage          | 阿米蒂奇家園丁，待人神秘，時不時在外面跑步。                                                               |
| 貝蒂·加百列 Betty Gabriel           | 喬金娜／瑪莉安·阿米蒂奇 Georgina / Marianne Armitage | 阿米蒂奇家女傭，待人同樣詭秘，她時不時在照鏡子。                                                           |
| 理查·赫爾德 Richard Herd            | 羅曼·阿米蒂奇 Roman Armitage                         | 阿米蒂奇一家之主，僅出現於錄影帶中。                                                                       |

## 製作

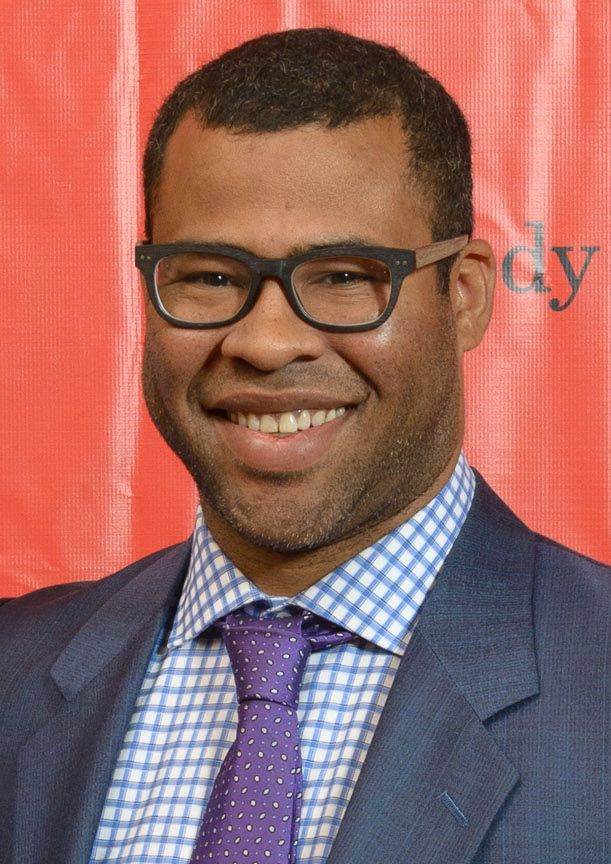
導演喬登‧皮爾

本片是由美國知名喜劇演員喬登·皮爾一改以往風格，轉戰驚悚片後首度執導的處女作。他在採訪中表示，能把喜劇當中學到的東西應用在自己最愛的驚悚片中非常刺激。
電影中的兩位主角在2015年11月選定由丹尼爾·卡盧亞 和愛莉森·威廉絲飾演；主體拍攝從2016年2月開始，先是在阿拉巴馬州的費爾霍普拍攝了三個星期，隨後在巴頓學院和阿拉斯加州中城莫比爾的阿什蘭德廣場歷史街拍攝。

## 原始結局
導演喬丹·皮爾表示過，電影劇本原計畫準備了一個原始結局，直到電影開始前置作業時才修改了劇本的結局。
- 原始結尾中，最後來到克里斯面前的警車為一輛真正的警車，讓克里斯因為殺害蘿絲全家而被警察逮捕做結尾。導演表示這種安排是為了反映現今社會針對黑人的種族歧視問題，但在電影的前置作業時，基於美國發生過多起黑人被警察槍擊的案件，導演認為這種設定可能會對部分黑人觀眾過於敏感，因此將其修改成克里斯最後成功逃出小鎮的圓滿結局[11]。這段原始結局曾經拍攝過，作為電影藍光碟以及家庭DVD中的花絮公佈。內容為克里斯最後將蘿絲活活掐死（原電影中他最後並沒有下手），隨後被趕到面前的兩名警察逮捕後入獄。而羅德在克里斯服刑期間來到監獄裏見他，打算問出一些小鎮中發生的實情，好給克里斯爭取一點減刑機會。但克里斯最後還是沒有如實講述，只對羅德說一句“不用了，我阻止了那一切！”，並在電影結束前被帶回牢房。[12]

- 除了原始結尾以外，導演還提到過一個他曾經計畫過卻未採用的黑暗結局，而該內容是克里斯最後並沒有成功逃出小鎮。過了許久，他的好友羅德偷偷潛伏進小鎮尋找他時，在一棟房子的窗戶上看見克里斯。當他對克里斯喊出他的名字時，克里斯只回答他：“我向你保證，我不知道你在說誰！” （克里斯已被催眠並完成了手術）

## 音樂
導演要求電影的配樂必須展現「濃烈的黑人元素」並且讓人感到「全然絕望」，並找來作曲家邁克爾·阿貝爾（Michael Abels）負責編排。這很有挑戰性，因為他們發現非裔美國人音樂通常會給人「至少有一絲希望」的感覺。同時，皮爾也希望配樂能不要帶有巫術色彩。最終版的配樂使用了斯瓦希里語的歌曲製造出詭譎的氣氛。

## 反響

### 評價
《逃出絕命鎮》獲得了全方面的讚譽，多數影評人稱讚了喬登·皮爾對種族主義的探討所用的手法，且還使得電影的故事調性相當有趣。電影在爛番茄上基於264條評論獲得高達100%的新鮮度，平均得分則為8.3／10。
日本漫畫家藤本樹相當喜愛本片。2023年8月，爛番茄將本片列名為「100部最佳2010年代恐怖片」排行榜第3名，爛番茄滿25週年特別專題中，本片在該站名列「影評家選出過去25年的最佳電影」排行榜第13名。

### 票房
美國首週末票房收入3050萬美元，位居當週票房冠軍；其中有38%的觀眾是黑人，35%的是白人，而亞特蘭大則是最賺錢的地區。
台灣票房獲得5404萬元新台幣。
| 上一届： 《樂高蝙蝠俠電影》 | 2017年美國週末票房冠軍 第8週 | 下一届： 《羅根》 |

### 榮譽
- 第90屆奧斯卡金像獎
  - 提名-最佳影片
  - 提名-最佳導演：喬登·皮爾
  - 提名-最佳男主角：丹尼爾·卡盧亞
  - 最佳原創劇本：喬登·皮爾

- 2017年MTV影視大獎
  - 提名-最佳電影：喬登·皮爾
  - 最佳演出：丹尼爾·卡盧亞
  - 最佳喜劇演出：李利·萊爾·豪艾里
  - 提名-最佳反派：愛莉森·威廉絲
  - 提名-最佳銀幕搭檔：丹尼爾·卡盧亞和李利·萊爾·豪艾里
  - 提名-最佳體系對抗

- 2017年哥譚獨立電影獎
  - 提名-最佳影片
  - 賓漢姆雷年度突破導演：喬登·皮爾
  - 最佳劇本：喬登·皮爾
  - 提名-最佳男主角：丹尼爾·卡盧亞
  - 觀眾獎

## 類似電影
- 《毒鑰》
- 《換命法則》
- 《啟動原始碼》
- 《變腦》

## 外部連結
- 官方网站
- 互联网电影数据库（IMDb）上《逃出絕命鎮》的资料（英文）
- Box Office Mojo上《逃出絕命鎮》的資料（英文）
- 爛番茄上《逃出絕命鎮》的資料（英文）
- AllMovie上《逃出絕命鎮》的资料（英文）
- Metacritic上《逃出絕命鎮》的資料（英文）
- 開眼電影網上《逃出絕命鎮》的資料（繁體中文）
- 豆瓣电影上《逃出絕命鎮》的資料 （简体中文）
- 时光网上《逃出絕命鎮》的資料（简体中文）